# Sylvie Gance
Pour les articles homonymes, voir Gance.
Marie Odette Vérité dite Sylvie, devenue après son mariage, Sylvie Gance (née le 10 mars 1902 à Tours et morte le 19 novembre 1978) à Paris 16e), est une actrice française.

## Biographie
Sylvie Gance fut la troisième et dernière épouse d'Abel Gance, (du 7 octobre 1933 à sa mort), et tourna dans certains de ses films sous ce pseudonyme ainsi que ceux de Sylvie Grenade, Marjolaine ou plus souvent Mary-Lou.

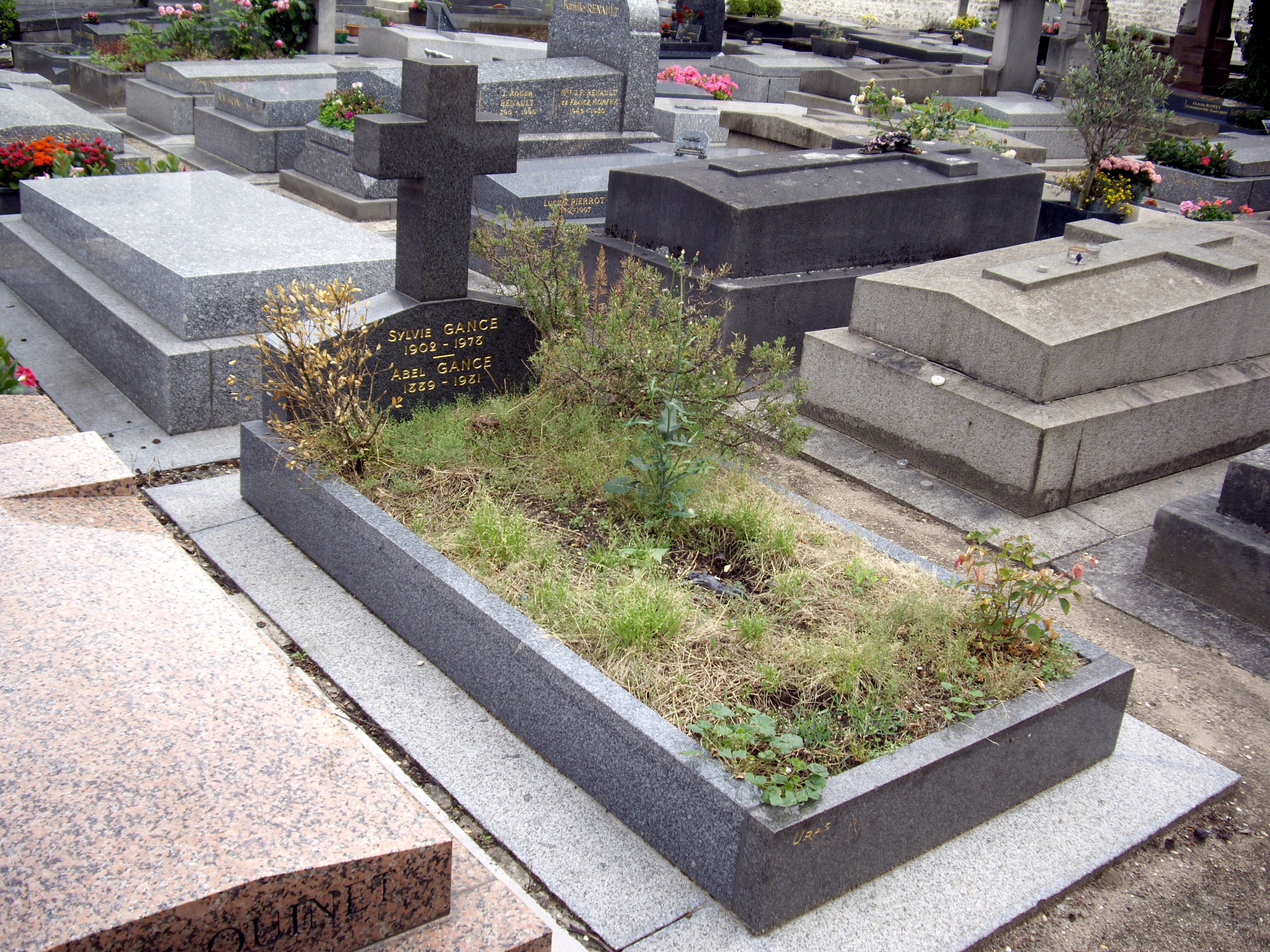
Tombe de Sylvie Gance et d'Abel Gance, au cimetière d'Auteuil.

Ses plus notables interprétations furent celles de Théroigne de Méricourt dans le Napoléon Bonaparte (version sonore de 1935), et de Yolande de Foix dans Le Capitaine Fracasse (1943), tous deux dirigés par son mari.
Elle était la sœur de Henriette Vérité (1906-1980), dite « Yette », scripte entre autres de Sacha Guitry, Abel Gance et René Clément, notamment sur Plein Soleil (1959) et Paris brûle-t-il? (1966).
Abel et Sylvie Gance eurent une fille, Clarisse, qui fut scripte sur Marie Tudor, réalisé par son père pour la télévision française en 1966 et continua sa carrière à la SFP.
Gance conservera sur sa table de travail jusqu'à sa mort, une photo de lui et de Sylvie, afin, nota-t-il sur la photo, de pouvoir mourir sous son regard.

## Filmographie
Sauf précision, les films sont réalisés par Abel Gance.
- 1931 : La Fin du monde (Sylvie Grenade : rôle d'Isabelle)
- 1935 : Napoléon Bonaparte (version sonore, Marjolaine : rôle de Théroigne de Méricourt)
- 1937 : Un grand amour de Beethoven (Sylvie Gance : la mère de l'enfant malade)
- 1937 : Le Voleur de Femmes (Mary-Lou : rôle de Pivoine)
- 1938 : J'Accuse! (version sonore, Mary-Lou : rôle de Flo)
- 1941 : Vénus aveugle (Mary-Lou : rôle de Mireille)
- 1941 : L'Intrigante, (sous réserve) réalisé par Émile Couzinet
- 1943 : Le Capitaine Fracasse (Mary-Lou : rôle de Yolande de Foix)
- 1944 : Manolète (inachevé)
- 1953 : Quatorze Juillet (court métrage documentaire en Polyvision)